# Vertigo (John 5)
Vertigo è il primo album in studio del chitarrista statunitense John 5, prodotto da Billy Sherwood e pubblicato nel 2004 per la Shrapnel Records.

## Tracce
1. Needles CA – 3:22
2. Feisty Cadavers – 4:12
3. Pulling Strings – 3:45
4. Sugar Foot Rag – 3:04
5. Dead Man's Dream – 3:29
6. Sweet Georgia Brown – 2:43
7. Flatlines, Thin Lines – 3:35
8. Liberty – 2:23
9. Vertigo – 3:47
10. 18969 Ventura Blvd – 2:37
11. Zugg Island Convict – 3:21
12. Salt Creek – 2:51
13. Goodnight – 3:14

## Formazione
- John 5 - chitarra, basso, mandolino e banjo
- Kevin Savigar - tastiera
- Billy Sherwood - basso
- Bob Bartell - basso
- Graham Ward - batteria
- Jay Schellen - batteria

## Recensioni
- >> RockON.it Voto: 4,5/5
- www.metal.it Voto: 6,5/10